# Saint-Jodard
Saint-Jodard ist eine französische Gemeinde mit 392 Einwohnern (Stand: 1. Januar 2022) im Département Loire in der Region Auvergne-Rhône-Alpes (vor 2016 Rhône-Alpes). Sie gehört zum Arrondissement Roanne und zum Kanton Le Coteau. Die Einwohner werden Gildariens genannt.

## Geographie
Die Gemeinde Saint-Jodard liegt 18 Kilometer südlich von Roanne und etwa 55 Kilometer westnordwestlich von Lyon. Die zum Lac de Villerest aufgestaute Loire begrenzt die Gemeinde im Westen. Nachbargemeinden von Saint-Jodard sind Saint-Priest-la-Roche im Nordwesten und Norden, Neulise im Osten, Pinay im Süden sowie Vézelin-sur-Loire im Westen. Die Gemeinde hatte ab 1857 einen Bahnhof an der Bahnstrecke Moret-Veneux-les-Sablons–Lyon-Perrache. Dieser ist heute zu einem Haltepunkt zurückgestuft und wird von Zügen des TER Auvergne-Rhône-Alpes der Verbindung Roanne–Saint-Étienne-Châteaucreux bedient.

## Geschichte

### Internierungslager Saint-Jodard
In einem zu Beginn des 19. Jahrhunderts errichteten kirchlichen Seminargebäude, das im Ersten Weltkrieg als Lazarett diente und anschließend bis 1937 als Sanatorium, wurden 1939 tuberkulosekranke spanische Bürgerkriegsflüchtlinge untergebracht. Zusätzlich zu diesen 200 Kranken wurden im Jubi 1940 in dem 1.000 Personen ausgelegten Gebäude 1.800 Italiener interniert. Diese Internierungen von in Frankreich lebenden italienischen Zivilisten war die französische Reaktion darauf, dass Benito Mussolini am 10. Juni 1940 Frankreich den Krieg erklärt hatte.
Nach Frankreichs Niederlage gegen die deutsche Wehrmacht und ihre Verbündeten wurden die italienischen Staatsangehörigen von den Deutschen bald darauf freigelassen. Über das Schicksal der kranken Spanier ist nichts bekannt und auch nicht über die weitere Nutzung des Gebäudes bis zur Befreiung Frankreichs.
Von 1946 bis 1982 beherbergte das Gebäude ein Institut d'éducation surveillance (Erziehungsanstalt), in der zeitweilig bis zu 200 Insassen untergebracht waren. Nach der Schließung der Anstalt im Juli 1982 kehrte die Anlage zu ihrer ursprünglichen Nutzung zurück: 1983 wurde sie an die Gemeinschaft der Frères de Saint Jean vermietet und in eine Ausbildungsstätte der Glaubensgemeinschaft umgewandelt.

## Bevölkerungsentwicklung
| Jahr                       | 1962 | 1968 | 1975 | 1982 | 1990 | 1999 | 2006 | 2014 | 2022 |
| Einwohner                  | 606  | 508  | 438  | 345  | 421  | 604  | 636  | 455  | 392  |
| Quellen: Cassini und INSEE |      |      |      |      |      |      |      |      |      |

## Sehenswürdigkeiten

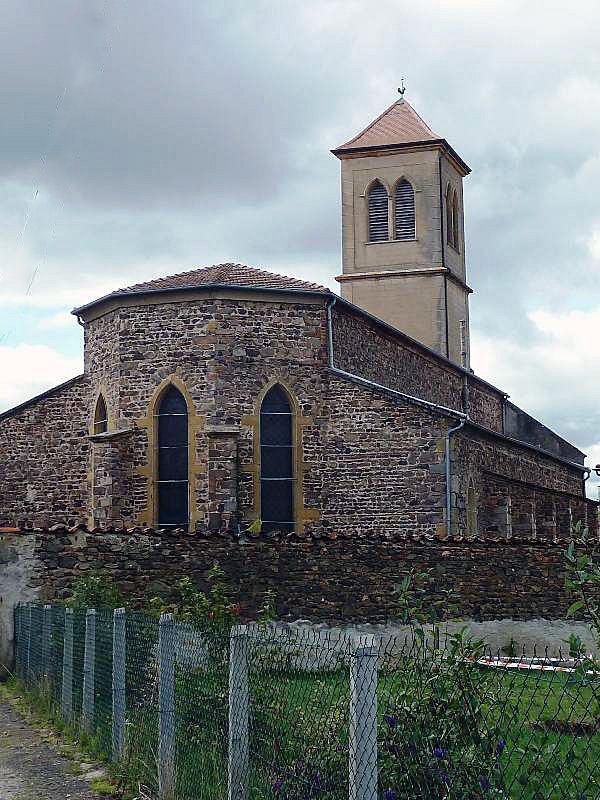
Kirche Saint-Gildas
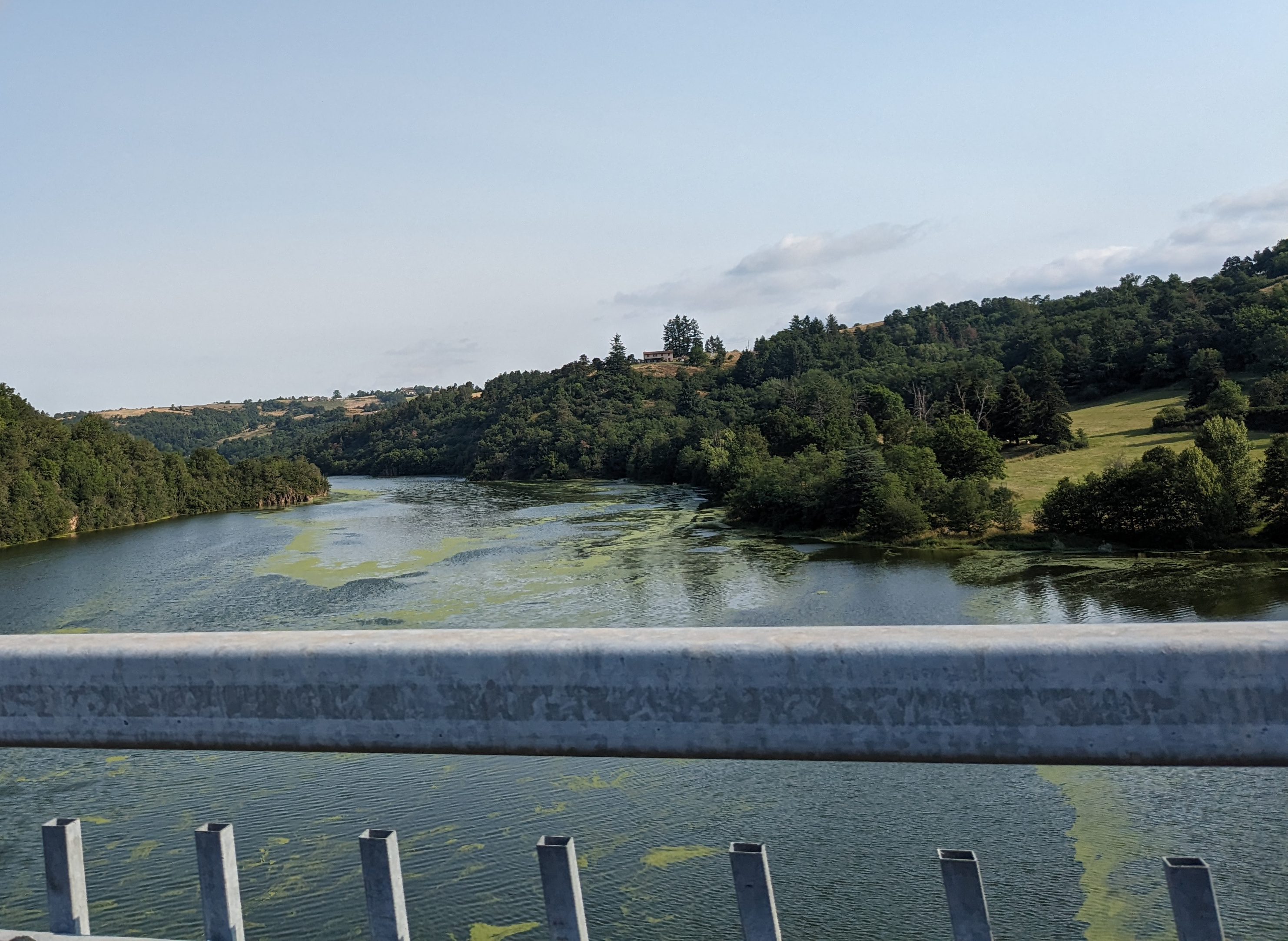
Brücke „La Vourdiat“ über den Stausee Lac de <villerest

- Kirche Saint-Gildas
- Brücke „La Vourdiat“ über den Stausee [[Lac de <villerest]]

## Gemeindepartnerschaft
Mit der italienischen Gemeinde Piana Crixia in der Provinz Savona (Ligurien) besteht seit 2001 eine Partnerschaft.